# IC 1529
IC 1529 је лентикуларна галаксија у сазвјежђу Кит која се налази на листи објеката дубоког неба у Индекс каталогу.
Деклинација објекта је - 11° 30' 8" а ректасцензија 0h 5m 13,1s. Привидна величина (магнитуда) објекта IC 1529 износи 13,6 а фотографска магнитуда 14,6. IC 1529 је још познат и под ознакама MCG -2-1-19, NPM1G -11.0002, PGC 364.